# آینا بری
آینا بری (سوئدی: Aina Berg؛ ۷ ژانویه ۱۹۰۲ – ۷ اکتبر ۱۹۹۲) شناگر اهل سوئد بود.
وی در مسابقات کشوری و بین‌المللی در مجموع برندهٔ ۲ مدال برنز شده است.